# Triaenodes
Triaenodes är ett släkte av nattsländor. Triaenodes ingår i familjen långhornssländor.

## Bildgalleri

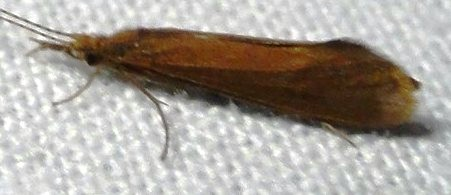

## Dottertaxa tillTriaenodes, i alfabetisk ordning[1][2]
- Triaenodes aberrans
- Triaenodes abruptus
- Triaenodes abus
- Triaenodes africanus
- Triaenodes allax
- Triaenodes anomalus
- Triaenodes apicatus
- Triaenodes apicomaculatus
- Triaenodes assimilis
- Triaenodes atalomus
- Triaenodes aureus
- Triaenodes barbarae
- Triaenodes baris
- Triaenodes bernardi
- Triaenodes bernaysae
- Triaenodes bicolor
- Triaenodes bifasciatus
- Triaenodes bifidus
- Triaenodes bilobatus
- Triaenodes boettcheri
- Triaenodes borealis
- Triaenodes botosaneanui
- Triaenodes bulupendek
- Triaenodes calamintella
- Triaenodes camurus
- Triaenodes celatus
- Triaenodes cheliferus
- Triaenodes clarus
- Triaenodes clavatus
- Triaenodes cloe
- Triaenodes columbicus
- Triaenodes conjugatus
- Triaenodes connatus
- Triaenodes contartus
- Triaenodes copelatus
- Triaenodes corallinus
- Triaenodes corynotrus
- Triaenodes costalis
- Triaenodes cumberlandensis
- Triaenodes cuspiosus
- Triaenodes cymulosus
- Triaenodes darfuricus
- Triaenodes delicatus
- Triaenodes demoulini
- Triaenodes dentatus
- Triaenodes dibolia
- Triaenodes difformis
- Triaenodes dipsius
- Triaenodes dolabratus
- Triaenodes doryphorus
- Triaenodes drepana
- Triaenodes dubius
- Triaenodes dusrus
- Triaenodes dysmica
- Triaenodes elegantulus
- Triaenodes empheirus
- Triaenodes esakii
- Triaenodes etheira
- Triaenodes excisus
- Triaenodes eximius
- Triaenodes falculatus
- Triaenodes fantasio
- Triaenodes fijianus
- Triaenodes flavescens
- Triaenodes florida
- Triaenodes foliformis
- Triaenodes forficatus
- Triaenodes fortunio
- Triaenodes fulvus
- Triaenodes furcellus
- Triaenodes fuscinulus
- Triaenodes gazella
- Triaenodes ghana
- Triaenodes gibberosus
- Triaenodes hastatus
- Triaenodes hauseri
- Triaenodes helo
- Triaenodes hickini
- Triaenodes hirsutus
- Triaenodes hoenei
- Triaenodes hybos
- Triaenodes ignitus
- Triaenodes imakus
- Triaenodes implexus
- Triaenodes indicus
- Triaenodes inflexus
- Triaenodes injustus
- Triaenodes insulanus
- Triaenodes insularis
- Triaenodes intricata
- Triaenodes jubatus
- Triaenodes kimilus
- Triaenodes laamii
- Triaenodes laciniatus
- Triaenodes lanceolatus
- Triaenodes lankarama
- Triaenodes legonus
- Triaenodes longispinus
- Triaenodes loriai
- Triaenodes lurideolus
- Triaenodes manni
- Triaenodes marginatus
- Triaenodes mataranka
- Triaenodes melacus
- Triaenodes melanopeza
- Triaenodes mondoanus
- Triaenodes moselyi
- Triaenodes mouldsi
- Triaenodes nesiotinus
- Triaenodes nigrolineatus
- Triaenodes niwai
- Triaenodes notalius
- Triaenodes nox
- Triaenodes nymphaea
- Triaenodes ochraceus
- Triaenodes ochreellus
- Triaenodes ornatus
- Triaenodes palpalis
- Triaenodes pellectus
- Triaenodes perissotes
- Triaenodes perna
- Triaenodes peruanus
- Triaenodes phalacris
- Triaenodes piceus
- Triaenodes plutonis
- Triaenodes polystachius
- Triaenodes probolius
- Triaenodes prosynskii
- Triaenodes qinglingensis
- Triaenodes reclusus
- Triaenodes resimus
- Triaenodes rufescens
- Triaenodes rutellus
- Triaenodes scottae
- Triaenodes semigraphatus
- Triaenodes sericeus
- Triaenodes serratus
- Triaenodes siculus
- Triaenodes sinicus
- Triaenodes smithi
- Triaenodes spoliatus
- Triaenodes stipulosus
- Triaenodes taenius
- Triaenodes tafanus
- Triaenodes tanzanicus
- Triaenodes tardus
- Triaenodes telefominicus
- Triaenodes teneratus
- Triaenodes teresis
- Triaenodes theiophorus
- Triaenodes tofanus
- Triaenodes torresianus
- Triaenodes toxeres
- Triaenodes transversarius
- Triaenodes triaenodiformis
- Triaenodes tridontus
- Triaenodes trifidus
- Triaenodes triquetrus
- Triaenodes trivulcio
- Triaenodes troubati
- Triaenodes unanimis
- Triaenodes uncatus
- Triaenodes ustulatus
- Triaenodes uvidus
- Triaenodes wambanus
- Triaenodes wannonensis
- Triaenodes verberatus
- Triaenodes vespertinus
- Triaenodes virgulus
- Triaenodes voldus
- Triaenodes vorhiesi